# Askim, Norge
Askim är en tätort och stad som utgör centralort i Indre Østfolds kommun i Østfold fylke i sydöstra Norge.
Orten har tidigare utgjort centralort i dåvarande Askims kommun.

## Historia
Askim har alltid varit en strategisk punkt i krig på grund av sin relativa enkla passage över älven Glomma. Den sista striden mellan Norge och Sverige, Slaget vid Langnes skans, utkämpades vid korsningen över Glomma den 9 augusti 1814. Det finns ett stenmonument, samt genomförs ett årligt historiskt återskapande vid byn Langnes för att fira denna händelse.
En strid inträffade vid Fossum bro när norska armén försvarade korsningen mot de invaderande tyskarna i april 1940.

## Transport
Europaväg 18 gick tidigare igenom stadens centrum, men efter den senaste uppgraderingen till fyrfilig motorväg år 2005 går den nu utanför centrum. Den östra linjen av järnvägslinjen Østfoldbanan betjänar kommunen med stopp vid Askims station.

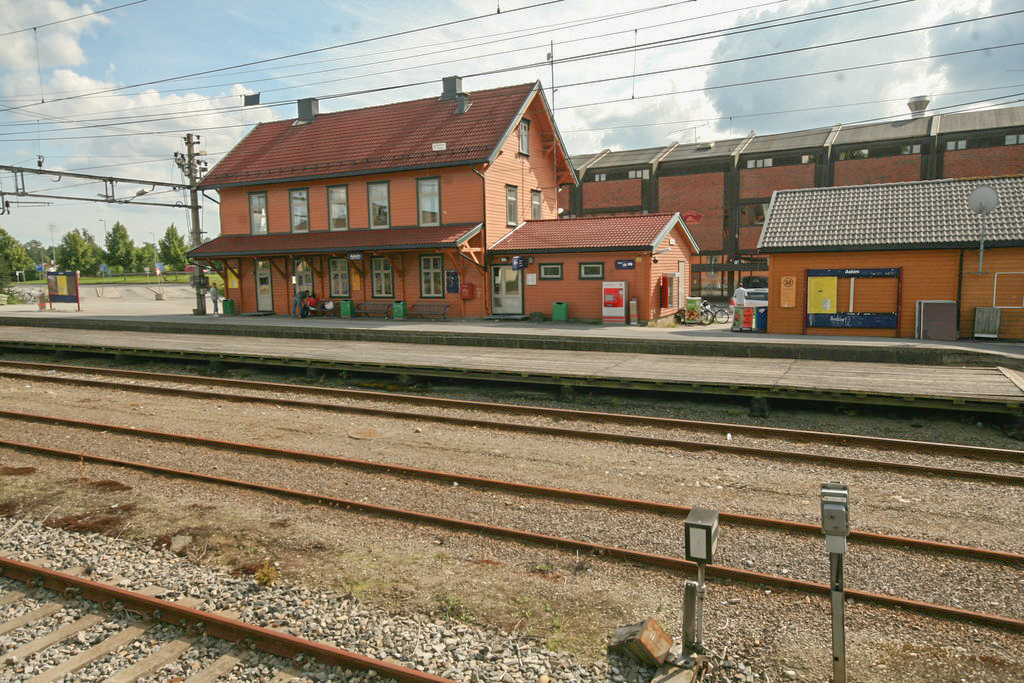
Askims station.